# Coupe de Polynésie française de football
La Coupe de Polynésie française de football (Coupe Tahiti Nui) a été créée en 1938. Elle se dispute chaque année entre les clubs de Polynésie française, à travers plusieurs tours à élimination directe. Avec dix-huit trophées, l'AS Central Sport est de loin le club le plus titré dans la compétition.

## Déroulement
La Coupe débute à l'issue de la phase régulière du championnat national. Les quatre clubs engagés en poule de promotion-relégation entrent en lice en compagnie des deux finalistes de la Coupe de Moorea, des équipes de Division 2 et des meilleures équipes des autres archipels polynésiens (Îles Marquises, Îles Sous-le-Vent...). Seules deux équipes se qualifient pour la phase finale de la Coupe, qui démarre avec les quarts de finale. Les six équipes devant jouer la poule pour le titre en championnat débutent alors la compétition.
Le vainqueur de la Coupe de Polynésie française obtient le droit de participer à la Coupe de France. Il entre en lice au 7e tour, en même temps que les clubs de Ligue 2 ainsi que les autres représentants des territoires d'outre-mer.
Comme en championnat, il peut arriver qu'une sélection polynésienne de jeunes (moins de 20 ans ou moins de 17 ans) dispute également la Coupe, avec parfois de bons résultats comme la finale atteinte par les moins de 20 ans en 2009.

## Palmarès
| Édition | Vainqueur           | Ville           | Score de la finale | Finaliste           | Ville           |
| ------- | ------------------- | --------------- | ------------------ | ------------------- | --------------- |
| 1938    | Marine              |                 |                    |                     |                 |
| 1945    | CAICT               |                 |                    |                     |                 |
| 1946    | AS Fei Pi           | Papeete         |                    |                     |                 |
| 1947    | AS Fei Pi           | Papeete         |                    |                     |                 |
| 1948    | AS Fei Pi           | Papeete         |                    |                     |                 |
| 1949    | AS Fei Pi           | Papeete         |                    |                     |                 |
| 1950    | AS Central Sport    | Papeete         |                    |                     |                 |
| 1951    | AS Jeunes Tahitiens | Papeete         |                    |                     |                 |
| 1952    | AS Venus            | Māhina          |                    |                     |                 |
| 1953    | AS Central Sport    | Papeete         |                    |                     |                 |
| 1954    | AS Central Sport    | Papeete         |                    |                     |                 |
| 1955    | AS Fei Pi           | Papeete         |                    |                     |                 |
| 1956    | AS Fei Pi           | Papeete         |                    |                     |                 |
| 1957    | AS Central Sport    | Papeete         |                    |                     |                 |
| 1958    | AS Fei Pi           | Papeete         |                    |                     |                 |
| 1959    | AS Fei Pi           | Papeete         |                    |                     |                 |
| 1960    | AS Excelsior        | Papeete         |                    |                     |                 |
| 1961    | AS Central Sport    | Papeete         |                    |                     |                 |
| 1962    | AS Central Sport    | Papeete         |                    |                     |                 |
| 1963    | AS Excelsior        | Papeete         |                    |                     |                 |
| 1964    | AS Excelsior        | Papeete         |                    |                     |                 |
| 1965    | AS Excelsior        | Papeete         |                    |                     |                 |
| 1966    | AS Central Sport    | Papeete         |                    |                     |                 |
| 1967    | AS Central Sport    | Papeete         | 1 - 0              | AS Jeunes Tahitiens | Papeete         |
| 1968    | AS Tamarii Punaruu  | Punaauia        |                    |                     |                 |
| 1969    | AS Tamarii Punaruu  | Punaauia        |                    |                     |                 |
| 1970    | JS Arue             | Arue            |                    | AS Tamarii Punaruu  | Punaauia        |
| 1971    | AS Jeunes Tahitiens | Papeete         |                    |                     |                 |
| 1972    | AS Central Sport    | Papeete         |                    |                     |                 |
| 1973    | AS Central Sport    | Papeete         |                    |                     |                 |
| 1974    | AS Vaiete           | Papeete         |                    |                     |                 |
| 1975    | AS Central Sport    | Papeete         |                    |                     |                 |
| 1976    | AS Central Sport    | Papeete         |                    |                     |                 |
| 1977    | AS Central Sport    | Papeete         |                    | AS Pirae            | Pirae           |
| 1978    | AS Pirae            | Pirae           |                    |                     |                 |
| 1979    | AS Central Sport    | Papeete         |                    | AS Pirae            | Pirae           |
| 1980    | AS Pirae            | Pirae           |                    |                     |                 |
| 1981    | AS Central Sport    | Papeete         |                    |                     |                 |
| 1982    | AS Jeunes Tahitiens | Papeete         |                    |                     |                 |
| 1983    | AS Central Sport    | Papeete         |                    |                     |                 |
| 1984    | AS Pirae            | Pirae           | 2 - 0              | AS Central Sport    | Papeete         |
| 1985    | AS PTT              | Papeete         | 2 - 0              | AS Excelsior        | Papeete         |
| 1986    | AS PTT              | Papeete         |                    | AS Pirae            | Pirae           |
| 1987    | AS Jeunes Tahitiens | Papeete         |                    |                     |                 |
| 1988    | AS Central Sport    | Papeete         | 2 - 1              | AS Dragon           | Papeete         |
| 1989    | AS Jeunes Tahitiens | Papeete         |                    |                     |                 |
| 1990    | AS Venus            | Māhina          |                    | AS Pirae            | Pirae           |
| 1991    | AS Venus            | Māhina          |                    |                     |                 |
| 1992    | AS Venus            | Māhina          |                    | AS Pirae            | Pirae           |
| 1993    | non disputée        | non disputée    | non disputée       | non disputée        | non disputée    |
| 1994    | AS Pirae            | Pirae           |                    |                     |                 |
| 1995    | AS Central Sport    | Papeete         | 2 - 1              | AS Manu-Ura         | Paea            |
| 1996    | AS Pirae            |                 |                    | AS Dragon           | Papeete         |
| 1997    | AS Dragon           | Papeete         | 1 - 0              | AS Tefana           | Faaa            |
| 1998    | AS Venus            | Māhina          |                    |                     |                 |
| 1999    | AS Venus            | Māhina          | 6 - 2              | AS Tefana           | Faaa            |
| 2000    | AS Pirae            | Pirae           | 1 - 0              | AS Venus            | Māhina          |
| 2001    | AS Dragon           | Papeete         | 2 - 1              | AS Venus            | Māhina          |
| 2002    | AS Pirae            | Pirae           | 1 - 0              | AS Venus            | Māhina          |
| 2003    | AS Manu-Ura         | Paea            | 0 - 0 (4-3 tab)    | AS Pirae            | Pirae           |
| 2004    | AS Tefana           | Faaa            | 1 -1 (5-4 tab)     | AS Pirae            | Pirae           |
| 2005    | AS Pirae            | Pirae           | 2 - 1              | AS Manu-Ura         | Paea            |
| 2006    | AS Temanava         | Maatea (Moorea) | 2 - 1              | AS Dragon           | Papeete         |
| 2007    | AS Tefana           | Faaa            | 1 - 1 (4-3 tab)    | AS Manu-Ura         | Paea            |
| 2008    | AS Tefana           | Faaa            | 3 - 1 / 2 - 0      | AS Central Sport    | Papeete         |
| 2009    | AS Manu-Ura         | Paea            | 2 - 0              | Tahiti U-20         |                 |
| 2010    | AS Tefana           | Faaa            | 2 - 0              | AS Dragon           | Papeete         |
| 2011    | AS Tefana           | Faaa            | 1 -1 (4-1 tab)     | AS Dragon           | Papeete         |
| 2012    | AS Tefana           | Faaa            | 2 - 1              | AS Tefana           | Faaa            |
| 2013    | AS Dragon           | Papeete         | 1 - 0              | AS Tefana           | Faaa            |
| 2014    | AS Tefana           | Faaa            | 3 - 1              | AS Dragon           | Papeete         |
| 2015    | AS Pirae            | Pirae           | 3 - 1              | AS Tefana           | Faaa            |
| 2016    | AS Dragon           | Papeete         | 3 - 2              | AS Vénus            | Māhina          |
| 2017    | AS Tefana           | Faaa            | 4 - 4 (4-3 tab)    | AS Temanava         | Maatea (Moorea) |
| 2018    | AS Dragon           | Papeete         | 2 - 2 (4-2 tab)    | AS Vénus            | Māhina          |
| 2019    | AS Vénus            | Māhina          | 3 - 0              | AS Tefana           | Faaa            |
| 2020    | non disputée        | non disputée    | non disputée       | non disputée        | non disputée    |
| 2021    | AS Vénus            | Māhina          | 2 -1 (a.p.)        | AS Pirae            | Pirae           |
| 2022    | AS Vénus            | Māhina          | 2 - 0              | AS Dragon           | Papeete         |
| 2023    | AS Pirae            | Pirae           | 1 - 0              | AS Central Sport    | Papeete         |
| 2024    | AS Dragon           | Papeete         | 4 - 1              | AS Tiare Hinano     | Paopao          |
| 2025    | AS Pirae            | Pirae           | 2 - 1              | AS Tamarii Punaruu  | Punaauia        |

## Bilan par club
- 18 titres : AS Central Sport (Papeete)
- 11 titres : AS Pirae (Pirae)
- 9 titres : AS Vénus (Mahina)
- 8 titres : AS Tefana (Faa'a), AS Fei Pi (Papeete)
- 6 titres : AS Dragon (Papeete)
- 5 titres : AS Jeunes Tahitiens (Papeete)
- 4 titres : AS Excelsior (Papeete)
- 2 titres : AS PTT (Papeete), AS Manu-Ura (Paea) et AS Punaruu (Papeete)
- 1 titre : JS Arue (Arue), AS Temanava (Moorea), AS Vaiete (Papeete), CAICT et Marine

## Sources
- (en) Tahiti - List of Cup Winners sur rsssf.com